# A-League 2013/14
Die A-League 2013/14 war die 9. Spielzeit der australischen Profifußballliga A-League. Jeder der zehn Mannschaften spielt dreimal gegen jede andere. Die reguläre Season begann am 11. Oktober 2013 mit dem Spiel des Sydney FC gegen die Newcastle Jets und wurde am 13. April 2014 mit dem Spiel zwischen Sydney und den Perth Glory beendet. Die Finalrunde begann am 18. April und endete mit dem Grand Final am 4. Mai 2014. Western Sydney Wanderers sind amtierende Premiershipsieger und Central Coast Mariners sind amtierende australische Meister.
Es war die erste Spielzeit der A-League die im freiempfangbaren Fernsehen bei SBS übertragen wurde. Der Sender zeigte jeden Freitag ein Spiel der reguläre Season und alle Spiele der Finalrunde mit einer Stunde Rückstand.

## Teilnehmer und ihre Spielstätten
| Team                     | Stadt                      | Jahre in der Liga | Heimstadion              | Kapazität     |
| ------------------------ | -------------------------- | ----------------- | ------------------------ | ------------- |
| Adelaide United          | Adelaide, South Australia  | seit 2005         | Coopers Stadium          | 17.000        |
| Brisbane Roar            | Brisbane, Queensland       | seit 2005         | Suncorp Stadium          | 52.500        |
| Central Coast Mariners   | Gosford, New South Wales   | seit 2005         | Central Coast Stadium    | 20.059        |
| Melbourne Heart          | Melbourne, Victoria        | seit 2010         | AAMI Park                | 30.500        |
| Melbourne Victory        | Melbourne, Victoria        | seit 2005         | Etihad Stadium AAMI Park | 53.359 30.050 |
| Newcastle Jets           | Newcastle, New South Wales | seit 2005         | Hunter Stadium           | 33.000        |
| Perth Glory              | Perth, Western Australia   | seit 2005         | nib Stadium              | 20.500        |
| Sydney FC                | Sydney, New South Wales    | seit 2005         | Allianz Stadium          | 45.500        |
| Wellington Phoenix       | Wellington, Neuseeland     | seit 2007         | Westpac Stadium          | 36.000        |
| Western Sydney Wanderers | Sydney, New South Wales    | seit 2012         | Pirtek Stadium           | 21.500        |

## Abschlusstabelle
| Pl. | Verein                       | Sp. | S  | U | N  | Tore    | Diff. | Punkte |
| --- | ---------------------------- | --- | -- | - | -- | ------- | ----- | ------ |
| 1.  | Brisbane Roar                | 27  | 16 | 4 | 7  | 043:250 | +18   | 52     |
| 2.  | Western Sydney Wanderers (P) | 27  | 11 | 9 | 7  | 034:290 | +5    | 42     |
| 3.  | Central Coast Mariners (M)   | 27  | 12 | 6 | 9  | 033:360 | −3    | 42     |
| 4.  | Melbourne Victory            | 27  | 11 | 8 | 8  | 042:430 | −1    | 41     |
| 5.  | Sydney FC                    | 27  | 12 | 3 | 12 | 040:380 | +2    | 39     |
| 6.  | Adelaide United              | 27  | 10 | 8 | 9  | 045:360 | +9    | 38     |
| 7.  | Newcastle Jets               | 27  | 10 | 6 | 11 | 034:340 | ±0    | 36     |
| 8.  | Perth Glory                  | 27  | 7  | 7 | 13 | 028:370 | −9    | 28     |
| 9.  | Wellington Phoenix           | 27  | 7  | 7 | 13 | 036:530 | −17   | 28     |
| 10. | Melbourne Heart              | 27  | 6  | 8 | 13 | 036:420 | −6    | 26     |

| Zum Saisonende 2013/14: |
| Australischer Premiershipsieger, Teilnahme am Halbfinale der Finalrunde und Teilnahme an der AFC Champions League 2015: Brisbane Roar Teilnahme am Halbfinale der Finalrunde und Teilnahme an der AFC Champions League 2015: Western Sydney Wanderers Teilnahme am Viertelfinale der Finalrunde und Teilnahme an den Play-offs zur AFC Champions League 2015: Central Coast Mariners Teilnahme am Viertelfinale der Finalrunde: Melbourne Victory, Sydney FC, Adelaide United |

|                         |                                                                       |
| Zum Saisonende 2012/13: |                                                                       |
| (P)                     | Amtierender australischer Premiershipsieger: Western Sydney Wanderers |
| (M)                     | Amtierender australischer Meister: Central Coast Mariners             |

## Finalrunde
|  | Viertelfinale | Viertelfinale          | Viertelfinale |  |  | Halbfinale | Halbfinale             | Halbfinale |  |   | Finale               | Finale        | Finale |
|  |               |                        |               |  |  |            |                        |            |  |   |                      |               |        |
|  |               |                        |               |  |  | 2          | Western Sydney Wand.   | 2          |  |   |                      |               |        |
|  | 3             | Central Coast Mariners | 1             |  |  | 3          | Central Coast Mariners | 0          |  |   |                      |               |        |
|  | 6             | Adelaide United        | 0             |  |  |            |                        |            |  | 2 | Western Sydney Wand. | 1             |        |
|  |               |                        |               |  |  |            |                        |            |  |   | 1                    | Brisbane Roar | 2      |
|  |               |                        |               |  |  | 1          | Brisbane Roar          | 1          |  |   |                      |               |        |
|  | 4             | Melbourne Victory      | 2             |  |  | 4          | Melbourne Victory      | 0          |  |   |                      |               |        |
|  | 5             | Sydney FC              | 1             |  |  |            |                        |            |  |   |                      |               |        |

### Viertelfinale
|                                                        |   |                 |           |
| Fr., 18. April 2014 in Melbourne (Etihad Stadium)      |   |                 |           |
| Melbourne Victory                                      | – | Sydney FC       | 2:1 (1:1) |
| Sa., 19. April 2014 in Gosford (Central Coast Stadium) |   |                 |           |
| Central Coast Mariners                                 | – | Adelaide United | 1:0 (0:0) |

### Halbfinale
|                                                   |   |                        |           |
| Sa., 26. April 2014 in Sydney (Pirtek Stadium)    |   |                        |           |
| Western Sydney Wand.                              | – | Central Coast Mariners | 2:0 (1:0) |
| So., 27. April 2014 in Brisbane (Suncorp Stadium) |   |                        |           |
| Brisbane Roar                                     | – | Melbourne Victory      | 1:0 (0:0) |

### Grand Final
| Brisbane Roar                             | Brisbane Roar | Western Sydney Wand. | Western Sydney Wand. |
| ----------------------------------------- | --- | --- | -------------------- |
| Brisbane Roar                             | \| Grand Final \| \| 4. Mai 2014 in Brisbane (Suncorp Stadium) \| \| Ergebnis: 2:1 n. V. (1:1, 0:0) \| \| Zuschauer: 51.153 \| \| Schiedsrichter: Peter Green \|                                                                                                 | \| Grand Final \| \| 4. Mai 2014 in Brisbane (Suncorp Stadium) \| \| Ergebnis: 2:1 n. V. (1:1, 0:0) \| \| Zuschauer: 51.153 \| \| Schiedsrichter: Peter Green \|                                                                                                   | Western Sydney Wand. |
| Brisbane Roar                             | Michael Theo – Shane Stefanutto, Matt Smith , Ivan Franjic, Jade North – Liam Miller (74. Steven Lustica), Luke Brattan (90. James Donachie), Matt McKay – Thomas Broich, Besart Berisha, Dimitri Petratos (69. Henrique Andrade Silva) Cheftrainer: Mike Mulvey | Ante Covic – Adam D’Apuzzo, Nikolai Topor-Stanley (64. Aaron Mooy), Matthew Spiranovic, Jérôme Polenz – Iacopo La Rocca, Mark Bridge, Youssouf Hersi – Shinji Ono (82. Labinot Haliti), Mateo Poljak – Brendon Santalab (71. Tomi Juric) Cheftrainer: Tony Popovic | Western Sydney Wand. |
| Brisbane Roar                             | 1:1 Berisha (86.) 2:1 Henrique (108.) | 0:1 Špiranović (56.) | Western Sydney Wand. |
| Brisbane Roar                             | Santalab (25.), D’Apuzzo (39.), Hersi (60.), Poljak (103.), Polenz (107.), Mooy (109.) | | Western Sydney Wand. |
| Grand Final                               | | |                      |
| 4. Mai 2014 in Brisbane (Suncorp Stadium) | | |                      |
| Ergebnis: 2:1 n. V. (1:1, 0:0)            | | |                      |
| Zuschauer: 51.153                         | | |                      |
| Schiedsrichter: Peter Green               | | |                      |

## Statistiken

### Kreuztabelle
Die Kreuztabelle stellt die Ergebnisse aller Spiele der regulären Season dar. Die Heimmannschaft ist in der linken Spalte, die Gastmannschaft in der oberen Zeile aufgelistet.
| Heim- / Gastmannschaft   | Adelaide United |     | Central Coast Mariners | Melbourne Heart | Melbourne Victory | Newcastle United Jets |     | Sydney FC |     | Western Sydney Wanderers |     | Adelaide United |     | Central Coast Mariners | Melbourne Heart | Melbourne Victory | Newcastle United Jets |     | Sydney FC |     | Western Sydney Wanderers |
| Adelaide United          |                 | 1:2 | 4:0                    | 2:2             | 2:2               | 1:2                   | 3:1 | 2:2       | 5:1 | 1:0                      |     |                 | 2:0 | 2:2                    |                 | 1:0               |                       | 3:1 |           |     |                          |
| Brisbane Roar            | 1:2             |     | 2:1                    | 3:0             | 1:0               | 0:2                   | 1:0 | 4:0       | 2:1 | 3:1                      | 2:1 |                 | 0:2 | 2:1                    |                 | 0:1               | 3:1                   |     |           |     |                          |
| Central Coast Mariners   | 1:0             | 0:1 |                        | 0:0             | 0:0               | 3:0                   | 2:1 | 1:0       | 1:0 | 1:1                      |     |                 |     |                        | 1:3             | 3:1               |                       | 2:1 | 1:4       | 2:1 |                          |
| Melbourne Heart          | 3:3             | 1:0 | 2:2                    |                 | 1:3               | 3:1                   | 2:1 | 2:1       | 0:1 | 0:1                      |     |                 | 1:2 |                        | 4:0             |                   |                       |     | 2:2       | 2:3 |                          |
| Melbourne Victory        | 3:0             | 1:0 | 3:1                    | 0:0             |                   | 1:2                   | 2:0 | 0:5       | 3:2 | 1:1                      | 4:3 | 0:3             |     |                        |                 |                   |                       | 1:1 |           | 3:1 |                          |
| Newcastle Jets           | 2:0             | 2:1 | 2:2                    | 3:1             | 1:1               |                       | 0:0 | 0:2       | 2:3 | 0:1                      |     |                 |     | 1:0                    | 2:2             |                   | 0:1                   |     | 5:0       | 2:2 |                          |
| Perth Glory              | 1:1             | 0:0 | 1:2                    | 1:0             | 1:1               | 2:1                   |     | 1:0       | 4:2 | 0:2                      | 0:0 |                 | 3:1 | 3:0                    | 1:2             |                   |                       |     |           |     |                          |
| Sydney FC                | 0:3             | 2:5 | 0:1                    | 2:1             | 3:2               | 2:0                   | 2:1 |           | 2:1 | 0:2                      |     | 1:1             |     |                        |                 | 2:0               | 2:1                   |     | 4:1       | 3:1 |                          |
| Wellington Phoenix       | 2:1             | 1:2 | 1:1                    | 0:5             | 5:0               | 0:0                   | 1:1 | 1:0       |     | 0:0                      | 0:1 | 1:2             |     |                        | 1:4             |                   | 1:1                   |     |           |     |                          |
| Western Sydney Wanderers | 2:1             | 1:1 | 2:0                    | 1:1             | 1:0               | 0:2                   | 3:1 | 1:0       | 1:1 |                          | 0:0 | 1:1             |     |                        |                 |                   | 3:0                   |     | 1:3       |     |                          |

### Torschützenliste
Bei gleicher Anzahl von Treffern sind die Spieler alphabetisch geordnet.
| Platz                  | Spieler              | Mannschaft               | Tore |
| ---------------------- | -------------------- | ------------------------ | ---- |
| 1                      | Adam Taggart         | Newcastle United Jets    | 16   |
| 2                      | James Troisi         | Melbourne Victory        | 12   |
| 2                      | David Williams       | Melbourne Heart          | 12   |
| 4                      | Besart Berisha       | Brisbane Roar            | 11   |
| 5                      | Alessandro Del Piero | Sydney FC                | 10   |
| 5                      | Stein Huysegems      | Wellington Phoenix       | 10   |
| 7                      | Fábio Ferreira       | Adelaide United          | 9    |
| 7                      | Jerónimo Neumann     | Adelaide United          | 9    |
| 9                      | Sergio Cirio         | Adelaide United          | 8    |
| 9                      | Guilherme Finkler    | Melbourne Victory        | 8    |
| 9                      | Tomi Juric           | Western Sydney Wanderers | 8    |
| 9                      | Archie Thompson      | Melbourne Victory        | 8    |
| Stand: Ende der Saison |                      |                          |      |

### Meiste Torvorlagen (Assists)
Bei gleicher Anzahl von Torvorlagen sind die Spieler alphabetisch geordnet.
| Platz                  | Spieler              | Mannschaft         | Vorlagen |
| ---------------------- | -------------------- | ------------------ | -------- |
| 1                      | Thomas Broich        | Brisbane Roar      | 11       |
| 2                      | Alessandro Del Piero | Sydney FC          | 10       |
| 2                      | Carlos Hernández     | Wellington Phoenix | 10       |
| 4                      | Mate Dugandzic       | Melbourne Heart    | 7        |
| 4                      | James Troisi         | Melbourne Victory  | 7        |
| 6                      | Matt McKay           | Brisbane Roar      | 6        |
| 6                      | Archie Thompson      | Melbourne Victory  | 6        |
| 8                      | Fábio Ferreira       | Adelaide United    | 5        |
| 8                      | Mitch Nichols        | Melbourne Victory  | 5        |
| 8                      | Sidnei Sciola        | Perth Glory        | 5        |
| Stand: Ende der Saison |                      |                    |          |

### Scorerliste
Als Scorerpunkt zählen sowohl die erzielten Tore als auch die Torvorlagen eines Spielers. Bei gleicher Anzahl von Scorerpunkten sind die Spieler zuerst nach der Anzahl der Tore und danach alphabetisch geordnet.
| Platz                  | Spieler              | Mannschaft            | Gesamt | Tore | Vorlagen |
| ---------------------- | -------------------- | --------------------- | ------ | ---- | -------- |
| 1                      | Alessandro Del Piero | Sydney FC             | 20     | 10   | 10       |
| 2                      | James Troisi         | Melbourne Victory     | 19     | 12   | 7        |
| 3                      | Adam Taggart         | Newcastle United Jets | 17     | 16   | 1        |
| 3                      | Carlos Hernández     | Wellington Phoenix    | 17     | 7    | 10       |
| 5                      | Fábio Ferreira       | Adelaide United       | 14     | 9    | 5        |
| 5                      | Archie Thompson      | Melbourne Victory     | 14     | 8    | 6        |
| 5                      | Thomas Broich        | Brisbane Roar         | 14     | 3    | 11       |
| 8                      | David Williams       | Melbourne Heart       | 13     | 12   | 1        |
| 8                      | Stein Huysegems      | Wellington Phoenix    | 14     | 10   | 3        |
| 8                      | Jerónimo Neumann     | Adelaide United       | 14     | 9    | 4        |
| Stand: Ende der Saison |                      |                       |        |      |          |

## Auszeichnungen
| Auszeichnung                                      | Gewinner                                                                   |
| ------------------------------------------------- | -------------------------------------------------------------------------- |
| Johnny Warren Medal (Spieler des Jahres)          | Thomas Broich (Brisbane Roar)                                              |
| Golden Boot Award (Bester Torschütze)             | Adam Taggart (Newcastle Jets)                                              |
| Rising Star Award (U-20-Spieler des Jahres)       | Adam Taggart (Newcastle Jets)                                              |
| A-League Coach of the Year (Trainer des Jahres)   | Mike Mulvey (Brisbane Roar)                                                |
| Referee of the Year (Schiedsrichter des Jahres)   | Peter Green                                                                |
| Joe Marston Medal (Bester Spieler im Grand Final) | Thomas Broich (Brisbane Roar) & Iacopo La Rocca (Western Sydney Wanderers) |
| Goalkeeper of the Year (Torhüter des Jahres)      | Eugene Galekovic (Adelaide United)                                         |